# Display Data Channel
Display Data Channel DDC è uno standard VESA (Video Electronics Standards Association) che descrive una connessione fisica fra un display e una scheda video, al fine di poter permettere al display di poter trasmettere i suoi dati identificativi.

## Connessione Fisica
La connessione fisica è garantita da tre conduttori (data, clock e terra) sulle interfacce 15pin VGA, DVI e HDMI

PIN del connettore VGA DE-15 o DB-15F

| Pin | Funzione                 |
| --- | ------------------------ |
| 1   | Rosso (video)            |
| 2   | Verde (video)            |
| 3   | Blu (video)              |
| 4   | Non connesso e riservato |
| 5   | Massa                    |
| 6   | Rosso (massa)            |
| 7   | Verde (massa)            |
| 8   | Blu (massa)              |
| 9   | +5V                      |
| 10  | Sincronismo (massa)      |
| 11  | Non connesso             |
| 12  | Segnalazione seriale DDC |
| 13  | Sincronismo Orizzontale  |
| 14  | Sincronismo Verticale    |
| 15  | Clock DDC                |

## Connessione Elettrica
La connessione elettrica del sistema DDC attualmente in uso DDC2B avviene sul bus I²C attraverso cui il display trasferisce le informazioni contenute nella EPROM.
Il bus I²C permetterebbe una comunicazione bidirezionale fra monitor e scheda video, ma la definizione DDC2B è unidirezionale, da monitor verso scheda video.

## Connessione logica
Il formato dati scambiato è definito dal Extended Display Identification Data EDID

## Riferimenti
Riferimenti sullo standard DDC si trovano sul sito della Video Electronics Standards Association. Lo standard non è pubblico, le specifiche sono ottenibili a pagamento.